# Johann Friedrich Heintzmann

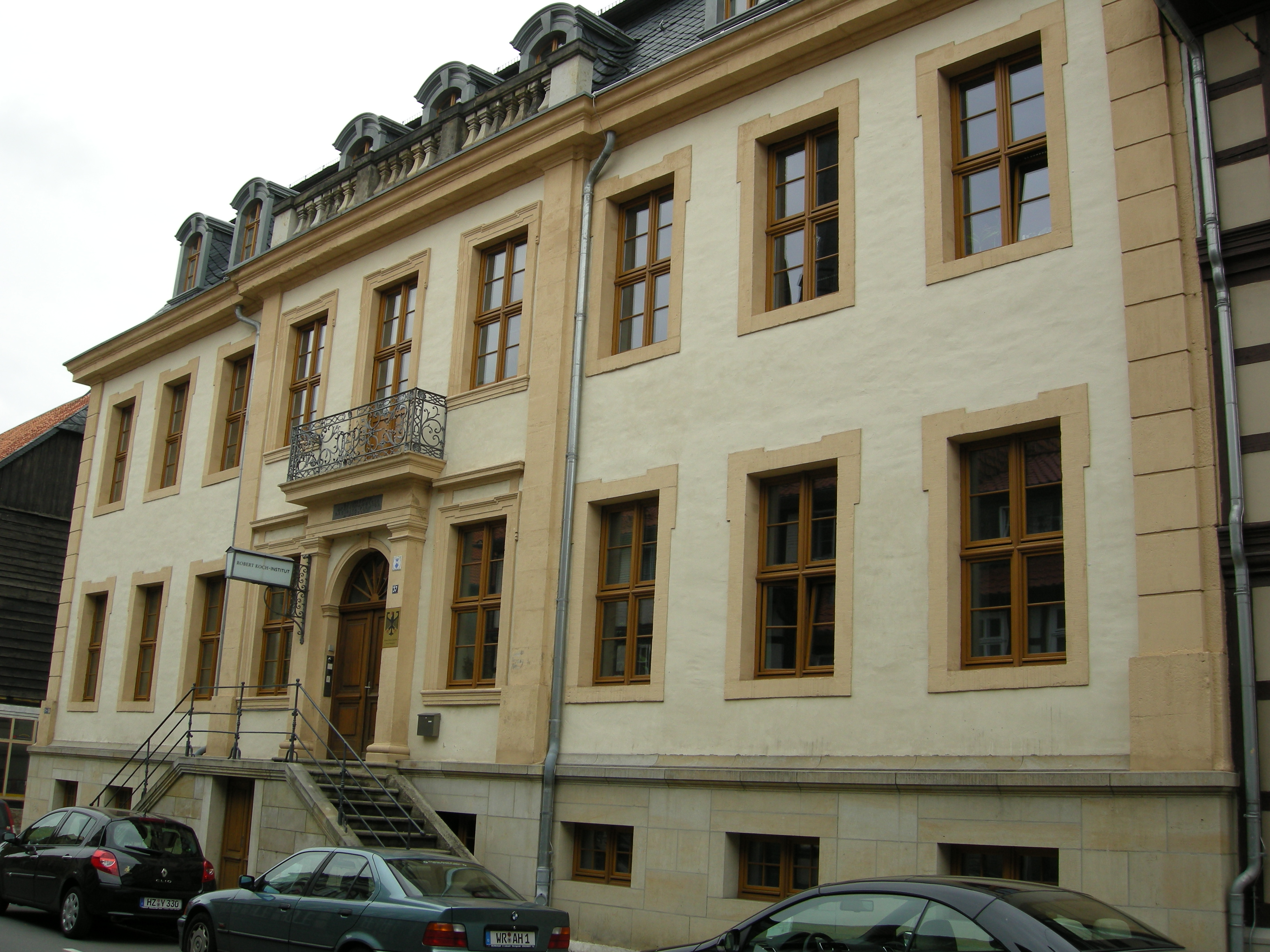
Von Heintzmann projektiertes Stadtpalais in Wernigerode

Johann Friedrich Heintzmann (* 24. August 1716 in Clausthal; † 11. Juli 1764 in Hattingen) war ein Baumeister aus Wernigerode, der als Bergmeister eine wichtige Rolle bei der Reform des Ruhrbergbaus zugewiesen bekam.

## Genealogie
Geboren wurde Heintzmann als Sohn von Jost Christoph (1688–1750), einem Obersteiger in Clausthal, der Sohn von Johann Friedrich (1654–1715), welcher Bergmeister und Ratsverwandter in der benachbarten Bergstadt Altenau war. Heintzmanns Mutter war Magdalena Hesse.
1744 hat Johann Friedrich Heintzmann seine Frau Johanna Magdalena (1721–69) in  Clausthal geheiratet. Heintzmann wurde ebenfalls 1744 Markscheider und Schichtmeister in Zellerfeld. 1750 trat er als Markscheider in den Dienst des Grafen zu Stolberg in Wernigerode.
Im Februar des Jahres 1755 schickte der preußische König Friedrich II. daher den Geheimen Finanzrat Ludwig Philipp Freiherr vom Hagen in die Grafschaft Mark, um die Zustände im märkischen Steinkohlenbergbau und die dortigen Möglichkeiten zur Steigerung der Staatseinnahmen untersuchen. Vom Hagen beauftragte den Bergmeister Heintzmann aus Wernigerode mit der Ausarbeitung einer neuen Bergordnung und der Knappschaftsbestimmungen. Seine Ernennung zum Bergrat in der Grafschaft Mark erfolgte am 30. März 1756.
Friedrich II. erließ am 29. April 1766 die „Revidirte Bergordnung für das Herzogtum Cleve, das Fürstentum Meurs und die Grafschaft Mark“, um den Bergbau merkantilistisch zu lenken. Die Verordnung wurde schließlich noch durch ein „Generalprivilegium“ für Bergleute in Kleve, Moers und Mark vom 16. Mai 1767 ergänzt. Mit diesen Bestimmungen wurde die Erschließung von Bodenschätzen, die Aufsicht durch das Bergamt über Gehälter, Kohlenpreise und Arbeitszeiten sowie die Gerichtsbarkeit über die Bergleute geregelt, ferner die Einrichtung von Knappschaftskassen für den Krankheitsfall der Bergleute.
Am 28. April 1744 heiratete er Dorothea Magdalena Mühlhahn aus Clausthal. Aus dieser Ehe gingen die Söhne Julius Philipp Heintzmann, königlich-preußischer Bergrat, und Heinrich Christian Heintzmann, königlich-preußischer Ruhrschifffahrt-Direktor, hervor.